# アラン・ダヴェンポート
アラン・ダヴェンポート（Alan Garnett Davenport、1939年9月19日 - 2009年7月19日）は、ウェスタンオンタリオ大学の教授であり、境界層風洞研究室の創設者である。CNタワー、ウィリス・タワー、シティグループ・センター、ワールドトレードセンター等の超高層建築物の重要部分への風の影響を分析した。カナダ勲章を受章している。

## 生い立ち
ダヴェンポートはインドのマドラス（現在のチェンナイ）で生まれ、南アフリカ共和国で育ち、マイケルハウスに通った。ケンブリッジ大学で工学の学士号及び修士号を取得し、さらにトロント大学で理学修士号、ブリストル大学で博士号を取得した。博士論文"The Treatment of Wind Loads on Tall Towers and Long Span Bridges in the Turbulent Wind"のテーマをその後も自身の研究課題とした。
彼はまた、カナダ海軍にパイロットとして従軍した。
シェイラ・スミス(Sheila Smith)と結婚し、4人の子供を設けた。

## 研究
ダヴェンポートと彼の研究室は、ウィリス・タワー、ワールドトレードセンター、青馬大橋等、多くの高いビルや橋の設計に貢献した。彼らは風洞を用いて構造上の風の流れや通り道を分析し、設計の変更を要する脆弱性を検出した。
Canadian Journal of Civil Engineering誌の創設時の編集長であり、またウェスタンオンタリオ大学とカナダ保険審議会の1999年のパートナーシップであるInstitute of Catastrophic Loss Reductionの創設時の研究ディレクターを務めた。その目標は、極端な気象条件により耐えられるように、建築の手法と標準を改善することであった。
キャリアで、200篇以上の論文を書いている。
1999年にヘルツバーグメダル、2001年にアルベール・カコー賞を受賞した。2002年には、生涯の業績により、カナダ勲章を受章した.。
2005年には高層ビル・都市居住協議会のLynn S. Beedle Lifetime Achievement Awardを受賞した。

## 引退後
パーキンソン病からの合併症のため、オンタリオ州ロンドンで死去した。